# Cerrador del Año
El premio Cerrador del Año, anteriormente conocido hasta la temporada 2007-2008 como Relevista del Año, es un premio otorgado a los mejores cerradores en la Liga Venezolana de Béisbol Profesional (LVBP). El premio fue presentado por primera vez en la temporada 1985-86, ganándolo por primera vez el lanzador estadounidense Jim Winn de los Navegantes del Magallanes.
De los 25 jugadores nombrados cerrador del año, solo Luis Aponte ha sido elegido para el Salón de la fama y museo del béisbol venezolano. Los miembros de los Navegantes del Magallanes, han ganado el mayor número de premios que cualquier franquicia (con 8), seguidos muy de cerca por las Águilas del Zulia (con 7). Joe Ausanio, Richard Garcés y Jean Machí han sido los únicos jugadores nombrados Cerrador del Año y Pitcher del Año en un mismo año. Pedro Rodríguez de los Navegantes del Magallanes es el ganador más reciente.

## Ganadores
| Año | Enlace al artículo de la temporada correspondiente de la Liga Venezolana de Béisbol Profesional |
| †   | Miembro del Salón de la fama y museo del béisbol venezolano                                     |
| *   | Denota año en el que se compartió el premio                                                     |

| Año      | Lanzador                  | Equipo                    | G-P | SV | Efec. | K  | Ref. |
| -------- | ------------------------- | ------------------------- | --- | -- | ----- | -- | ---- |
| 1985-86  | Jim Winn (1)              | Navegantes del Magallanes | 3-3 | 15 | 2.12  | 51 |      |
| 1986-87  | Jay Baller (1)            | Águilas del Zulia         | 4-2 | 16 | 1.57  | 45 |      |
| 1987-88  | Michael Schooler (1)      | Leones del Caracas        | 4-2 | 11 | 0.59  | 50 |      |
| 1988-89  | Jay Baller (2)            | Leones del Caracas        | 2-2 | 17 | 2.25  | 39 |      |
| 1989-90* | Julio Machado (1)         | Águilas del Zulia         | 3-1 | 12 | 2.84  | 36 |      |
| 1989-90* | Luis Aponte † (1)         | Cardenales de Lara        | 6-1 | 9  | 1.99  | 29 |      |
| 1990-91  | Joe Ausanio (1)           | Tigres de Aragua          | 8-4 | 8  | 2.94  | 68 |      |
| 1991-92  | Benito Malave (1)         | Navegantes del Magallanes | 5-2 | 14 | 1.40  | 24 |      |
| 1992-93  | Jay Baller (3)            | Águilas del Zulia         | 4-1 | 11 | 2.16  | 27 |      |
| 1993-94  | John Hudek (1)            | Navegantes del Magallanes | 1-1 | 19 | 1.17  | 42 |      |
| 1994-95  | Richard Garcés (1)        | Tigres de Aragua          | 3-0 | 18 | 0.30  | 32 |      |
| 1995-96* | Anthony Phillips (1)      | Pastora de Occidente      | 0-2 | 20 | 2.21  | 14 |      |
| 1995-96* | Richard Garcés (2)        | Tigres de Aragua          | 2-0 | 17 | 1.52  | 39 |      |
| 1996-97  | Kenny Robinson (1)        | Cardenales de Lara        | 1-1 | 12 | 2.93  | 24 |      |
| 1997-98  | Santos Hernández (1)      | Pastora de Los Llanos     | 1-2 | 21 | 2.75  | 30 |      |
| 1998-99  | Orber Moreno (1)          | Leones del Caracas        | 3-0 | 14 | 0.68  | 29 |      |
| 1999-00  | Santos Hernández (2)      | Pastora de Los Llanos     | 2-3 | 17 | 1.29  | 27 |      |
| 2000-01  | José Solarte (1)          | Águilas del Zulia         | 4-2 | 14 | 4.56  | 15 |      |
| 2001-02  | Alexander Herrera (1)     | Caribes de Oriente        | 2-1 | 13 | 2.70  | 39 |      |
| 2002-03  | Todd Erdos (1)            | Tigres de Aragua          | 1-1 | 11 | 0.98  | 10 |      |
| 2003-04  | Elio Serrano (1)          | Caribes de Oriente        | 2-2 | 14 | 2.45  | 37 |      |
| 2004-05  | Kevin Henthorne (1)       | Leones del Caracas        | 2-0 | 10 | 2.17  | 27 |      |
| 2005-06  | Francisco Buttó (1)       | Tigres de Aragua          | 3-0 | 14 | 3.00  | 26 |      |
| 2006-07  | Richard Garcés (3)        | Águilas del Zulia         | 3-1 | 11 | 2.31  | 23 |      |
| 2007-08  | Richard Garcés (4)        | Águilas del Zulia         | 1-2 | 19 | 4.21  | 23 |      |
| 2008-09  | Alex Serrano (1)          | Bravos de Margarita       | 0-1 | 15 | 2.76  | 18 |      |
| 2009-10  | Jean Machí (1)            | Navegantes del Magallanes | 2-0 | 16 | 1.25  | 27 |      |
| 2010-11  | Ronald Belisario (1)      | Bravos de Margarita       | 1-0 | 14 | 1.00  | 15 |      |
| 2011-12  | Jon Hunton (1)            | Caribes de Anzoátegui     | 2-4 | 18 | 3.16  | 24 |      |
| 2012-13  | Juan Carlos Gutiérrez (1) | Leones del Caracas        | 1-1 | 14 | 0.81  | 21 |      |
| 2013-14  | Hassan Pena (1)           | Águilas del Zulia         | 1-2 | 12 | 2.45  | 23 |      |
| 2014-15  | Hassan Pena (2)           | Navegantes del Magallanes | 0-1 | 19 | 2.23  | 32 |      |
| 2015-16  | Hassan Pena (3)           | Navegantes del Magallanes | 1-1 | 23 | 2.76  | 24 |      |
| 2016-17  | Hassan Pena (4)           | Navegantes del Magallanes | 1-2 | 16 | 2.59  | 32 |      |
| 2017-18  | Andrés Santiago (1)       | Caribes de Anzoátegui     | 3-0 | 8  | 1.12  | 16 |      |
| 2018-19  | Pedro Rodríguez (1)       | Navegantes del Magallanes | 2-1 | 17 | 1.57  | 16 |      |
| 2019-20  | Gregory Infante (1)       | Tiburones de La Guaira    | 1-0 | 15 | 2.84  | 23 |      |